# Lindy Cochran
Linda Lorraine »Lindy« Cochran Kelley, ameriška alpska smučarka, * 10. julij 1953, Richmond, Vermont, ZDA.
Nastopila je na Olimpijskih igrah 1976, kjer je bila šesta v slalomu in dvanajsta v veleslalomu. Na Svetovnem prvenstvu 1974 je dosegla štirinajsto mesto v slalomu. V svetovnem pokalu je tekmovala tri sezone med letoma 1974 in 1976 ter dosegla eno uvrstitev na stopničke v slalomu. V skupnem seštevku svetovnega pokala se je najvišje uvrstila na dvajseto mesto v letih 1974 in 1976, leta 1974 je bila tudi osma v slalomskem seštevku, leta 1976 pa enajsta v veleslalomskem.
Tudi njeni trije sorojenci so bili alpski smučarji in udeleženci olimpijskih iger, Barbara Cochran, Marilyn Cochran in Bob Cochran, prav tako nečak Jimmy Cochran.